# والتون ووكر
والتون ووكر (بالإنجليزية: Walton Walker)‏ هو عسكري أمريكي، ولد في 3 ديسمبر 1889 في بيلتون في الولايات المتحدة، وتوفي في 23 ديسمبر 1950 في سول في كوريا الجنوبية بسبب حادث مرور.

## وصلات خارجية
- والتون ووكر على موقع الموسوعة البريطانية (الإنجليزية)
- والتون ووكر على موقع مونزينجر (الألمانية)